# Gemma Galgani
Gema Maria Humberta Pia Galgani (Capannori, 12 de março de 1878 – Lucca, 11 de abril de 1903), também conhecida como Gemma Galgani ou Gemma de Lucca, foi uma mística e religiosa italiana, venerada como santa na Igreja Católica desde 1940. Ela foi chamada de "filha da Paixão" por causa de sua profunda imitação da Paixão de Cristo. Ela é especialmente venerada na Congregação da Paixão de Jesus (Passionistas).
Nascida em 1878 em Camigliano, parte do município de Capannori, perdeu a mãe quanto tinha apenas sete anos. Crescendo com o pai e os irmãos em Lucca, estudou nas Irmãs Oblatas do Espírito Santo até o dia em que, devido a um fracasso, sua família perdeu todas as propriedades e se mudou para uma casa pobre na Via del Biscione (que depois se tornou via Santa Gemma Galgani). Lá, Gemma Galgani afirmou ter recebido os estigmas.
Rejeitada pelos mosteiros da cidade, foi adotada pela rica família Giannini, que lhes ofereceu pensão e hospedagem em sua própria casa, por cerca de quatro anos, na via del Seminario, em Lucca. Lá, Gemma viveu os últimos anos de sua jovem vida, assistida espiritualmente por Monsenhor Volpi, seu confessor, e pelo passionista Germano Ruoppolo, que mais tarde escreveu sua primeira biografia.
Sofrendo de tuberculose, foi removida, para prevenção, da casa dos Giannini e levada para uma casa vizinha, na via della Rosa, onde morreu aos 25 anos. Após sua morte, começou a construção de um mosteiro passionista em Lucca, como ela desejava ardentemente e onde seus restos mortais repousam.

## Biografia

### Infância
Gemma Galgani nasceu em Borgonuovo, uma aldeia de Capannori, na província de Lucca, filha de Enrico Galgani, um farmacêutico, e Aurelia Landi em 12 de março de 1878 às 18h30, descendente de uma das famílias mais antigas de Lucca. O local de nascimento está localizado ao longo da Via Pesciatina, a cerca de 12 km da cidade. Uma pequena lápide comemora o evento; a sala onde nasceu Gemma foi transformada em capela e o prédio inteiro em orfanato.
No dia seguinte do nascimento foi batizada por Dom Pietro Quilici, pároco de San Michele, na aldeia de Camigliano.
Quanto à escolha do seu primeiro nome, há uma anedota interessante citada pela maioria dos biógrafos da santa: o avô Carlo, queria que ela se chamasse Umberta Pia, em homenagem ao rei que acabara de subir ao trono e ao papa falecido. O tio paterno, Maurizio, escolheu o primeiro nome, Gemma, um nome que Aurelia não gostava porque, segundo o que ela sabia, não havia santos no céu com esse nome. Aurélia Galgani ficou convencida somente após a intervenção do pároco, padre Olivo Dinelli, de Gragnano, que desejava à mãe que a filha pudesse realmente tornar-se santa e, assim, cobrir aquele lugar vazio no paraíso.
Apenas um mês após o nascimento, em abril de 1878, os Galgani se mudaram para Lucca, onde Tonino, Angelina e Giulia nasceram alguns anos depois. O pai esperava, assim, obter maior lucro econômico na compra de uma farmácia e ser capaz de facilitar a educação de seus filhos, pois não havia escolas de prestígio em Capannori.
Em 1880, aos dois anos de idade, a pequena Gemma começou a frequentar o berçário particular das irmãs Elena e Ersilia Vallini, na Piazza San Francesco. Eles testemunharam que a criança demonstrou desde a infância uma devoção particular e um espírito de oração altamente desenvolvido, além de uma mente espirituosa e acordada: «... ela mostrou o uso da razão desenvolvida e uma inteligência precoce, porque poderíamos imediatamente ensinar-lhe orações que duraram vinte e cinco minutos sem se cansar.".  Ao mesmo tempo que as irmãs Vallini, ele ensinou catecismo a Gemma e seu irmão Gino, uma amiga da família, Isabella Bastiani, enquanto sua mãe e educadora Carlotta Landucci se dedicavam principalmente a transmitir suas primeiras devoções, leitura e escrita. Isso entre 1884 e 1885. O padre Germano Ruoppolo, seu futuro pai espiritual, escreveu mais tarde, em testemunho autoritário, que aos cinco anos de idade a criança sabia ler perfeitamente o breviário para o ofício de Maria e dos mortos.

### A morte de sua mãe

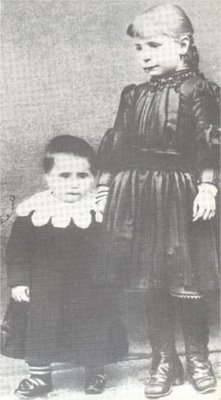
Gemma Galgani aos 7 anos com sua irmã Angelina.

A saúde já frágil de Aurelia Landi definitivamente piorou, sofrendo de tuberculose, ela foi forçada a ficar na cama até sua morte, conseguindo se levantar apenas em casos excepcionais. Para os membros da família, foi um duro golpe, já que as crianças ainda eram jovens e os médicos agora garantiam sua morte. Em sua Autobiografia, escrita por ordem do padre Germano, ela ainda se lembrava daqueles momentos terríveis com grande tristeza, tendo que se preparar para o sacramento da Confirmação, forçando até uma irmã a ensiná-la na cabeceira de sua mãe, pois ela não queria deixá-la, temendo que ela morresse a qualquer momento.
Em 26 de maio de 1885, na igreja de San Michele in Foro, o sacramento da confirmação foi conferido por Mons. Nicola Ghilardi, arcebispo de Lucca. Após o culto, realizado na terça-feira após Pentecostes, enquanto tia Elena assistia à Santa Missa, Gemma sentiu pela primeira vez em sua vida o que na teologia mística é chamado de locução interior, uma voz interior:
«De repente, uma voz no meu coração me disse: "Você vai me dar a mãe? ":" Sim - eu respondi - mas se você me levar também". "Não", repetiu a voz habitual para mim, "entregue-a de bom grado à sua mãe. Agora você deve ficar com seu pai. Vou levá-lo ao céu, você sabe? Você me dará de bom grado?" Fui forçada a responder que sim".
A conselho dos médicos, as crianças logo foram removidas pela mãe, que morreu em 17 de setembro de 1886. Gemma estava naqueles meses na casa de seus tios maternos, Antonio e Elena Landi, em San Gennaro (uma aldeia de Capannori). Lá, onde era liderada pelo pai, com medo de que ela também pudesse adoecer dois meses após a Confirmação, recebeu a notícia da morte de sua mãe. Sua tia Elena, lembrando o fato, disse com ênfase dramática que a garota, a princípio, não queria acreditar no fato, permanecendo olhando para ela imóvel. Ela voltou para sua família no Natal de 1886.

### Os anos de escola
Pouco depois de voltar para casa, Enrico Galgani decidiu que a filha retomasse os estudos, levando-a primeiro à escola das Misses Mencacci e depois à municipal com a professora Barbara Poli, com 10 e 11 anos.
Em preparação para a Comunhão, no início de 1887, foi às Irmãs Oblatas do Espírito Santo, fundadas por Santa Elena Guerra, para aprender o catecismo. Como ela própria narra na sua autobiografia, esses foram meses de forte impacto espiritual; em junho, duas semanas antes da Comunhão, e precisamente a partir de 6 de junho, ela participou do retiro espiritual no convento.

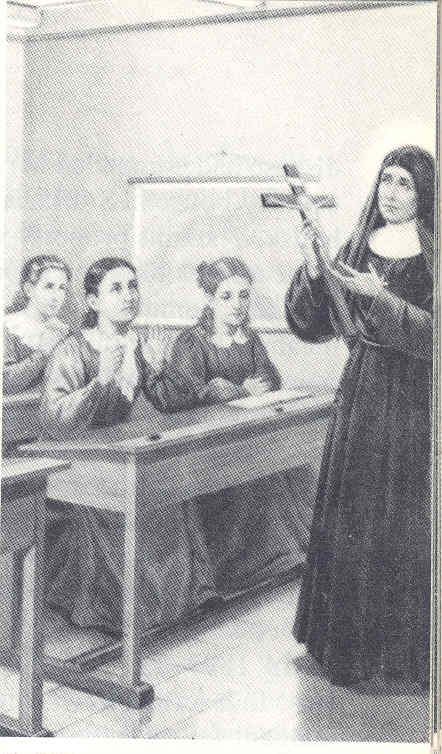
Gemma Galgani durante as lições de Santa Elena Guerra.

Houve um encontro fundamental com Camilla Vagliensi, religiosa dos Oblatos, que muitas vezes lhe explicou uma passagem do Evangelho e, em particular, da Paixão de Cristo, que atingiu a menina tanto que lhe causou uma forte febre que a obrigou a dormir por um dia inteiro. A freira morreu um ano depois, em 1888, Gemma na verdade não a viu novamente durante seus estudos no Instituto. Durante o retiro, ela também conheceu o monsenhor Giovanni Volpi, que mais tarde se tornou seu confessor e guia espiritual.
Preparada espiritualmente para o evento, Gemma descreveu esses momentos como os mais belos de sua vida, foi seu primeiro encontro com a Eucaristia, um sacramento ao qual ela estava sempre ligada, tanto que Monsenhor Volpi, tendo se tornado seu diretor comum, permitiu-lhe recebê-lo três vezes por semana, o que não era comum na época. A Primeira Comunhão de Gemma ocorreu em 17 de junho de 1887, dia da festa do Sagrado Coração de Jesus, na capela do Zitine, renovada solenemente em sua paróquia.
Em 1889, ele começou a frequentar o Instituto Oblato como estudante, onde estabeleceu fortes relações com a religiosa Giulia Sestini que, como a irmã Camilla antes dela, começou a convidá-la a aprofundar e meditar sobre as dores de Cristo durante sua Paixão, transmitindo-as também preceitos para melhorar a humildade e pequenas penitências. O relacionamento delas permaneceu firme, mesmo quando a jovem deixou o Instituto, embora tenham se encontrado novamente algumas vezes. A própria freira testemunha que Gemma, pouco antes de sua morte, perguntou sobre ela, embora as notícias lhe chegassem quando ela expirou.
Na parte superior, a jovem Galgani também era aluna da irmã Elena Guerra, que a ensinou história italiana, francesa, história sagrada e história eclesiástica e que, quando seu pai faliu, dispensou Galgani da mensalidade escolar. Elena mais tarde descreveu Gemma como "muito silenciosa e sempre obediente". Pelo que sabemos, a fundadora dos Oblatos tinha muito carinho pela jovem, diferentemente de duas irmãs, a irmã Gesualda Petroni e a irmã Elisa Pieri, que não apenas desprezavam Gemma e a provocavam julgando-a hipócrita, mas até conseguiam que ela não fosse permitida no convento, quando ela solicitou .

### A doença grave

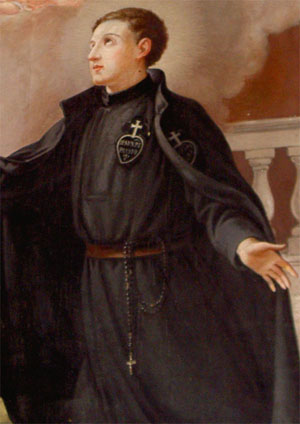
São Gabriel Possenti, a quem Gemma Galgani era muito devotada.

A miséria em que se viram forçou os Galgani a se mudarem para a área popular da via del Biscione. Já em Camaiore, a jovem começou a sentir dores excruciantes nos rins, que a obrigavam a permanecer curvada, mas volta em Lucca, ela não tinha intenção de visitar o médico. Ela foi forçada a fazê-lo apenas quando suas pernas não a seguravam e elas permaneciam paralisadas: sofria de osteite das vértebras lombares com subsequente abscesso frio nas virilhas. Mas o sofrimento não acabou, uma dor insuportável na cabeça também revelou otite média aguda com participação da mastóide. Ela não podia mais ingerir nada, exceto um pouco de caldo ou leite. Agora estava sem cabelos, confinada à cama, quase morta. Ela recebeu os últimos sacramentos e o Viaticum, mas ainda estava consciente, e entendeu bem o que os médicos haviam dito à sua família.
Durante seu período de enfermidade, a jovem de Lucca entraria em contato com seu santo de devoção, o venerável Gabriel Possenti, cuja figura a teria acompanhado ao longo de sua vida. Foi a professora Giulia Sestini, que costumava visitá-la, para conversar com ela sobre ele; também convidou Elisa Galgani a pedir alguma imagem e relíquia do santo à sra. Cecilia Giannini, perto de cuja família era costume acolher os padres passionistas de passagem. Da mesma senhora, ela também obteve uma biografia dele que inicialmente se recusou a ler, devido a repetidas dores de cabeça, mas que mais tarde amou muito, admirando suas virtudes e exemplos. Ele, como relata no relatório escrito após a recuperação, teria aparecido para ela repetidamente, rezando com ela para que ela sentisse a presença corporal dele, bem como o calor das mãos e até a respiração no rosto.
Giulia Sestini, de acordo com o confessor de Gemma, Giovanni Volpi, aconselhou-a a fazer uma novena a Santa Margarida Maria Alacoque (naquela época apenas beata), uma novena que a jovem carregava com dificuldade no final, sendo muitas vezes esquecida por causa de doenças e desânimo involuntário. Enquanto estava prestes a recitar a novena, sentiu uma "frase interna" como a que ela tinha pouco antes da morte de sua mãe, que perguntou se ela queria curar. Ela permaneceu indiferente ao pedido, não sabia o que era melhor para ela, se curava ou não; a voz prometeu a ela que logo ficaria saudável de novo, o que misteriosamente aconteceu: Gemma levantou-se da cama curada, os médicos ficaram maravilhados e ela foi obrigada a escrever um relatório sobre o que tinha visto ou sentido naqueles dias.

### Os anos na casa dos Giannini

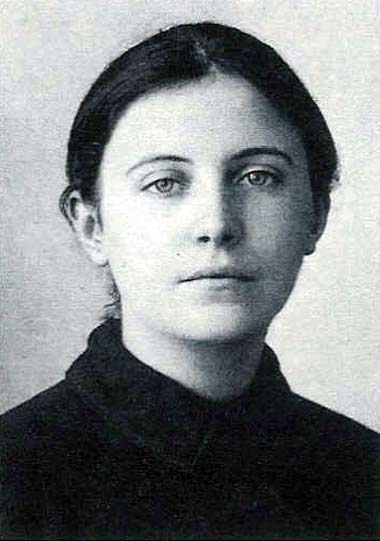
Santa Gemma.

Em preparação para o Jubileu de 1900, por ordem expressa do Papa Leão XIII, eles pregaram na Catedral de San Martino, de 25 de junho a 9 de julho de 1899, um grupo de padres passionistas, que atraiu muitas pessoas durante os exercícios espirituais. Os Galgani, a princípio, preferiram ir aos sermões do pai Molinari na pequena igreja dos Visitandines, só depois eles decidiram ir para lá e Gemma ficou surpresa ao ver os mencionados pais vestidos da mesma maneira que São Gabriel Possenti. Fascinado por seus sermões, ela decidiu conversar com um deles, Ignazio Vacchi, com quem, no entanto, não podia se abrir; por isso, voltou-se para o padre Gaetano Guidi, que a ouviu várias vezes com prazer. Foi o mesmo que lhe permitiu fazer os três votos de pobreza, castidade e obediência pela primeira vez, de 5 de julho a 8 de setembro, e renová-los mais tarde.
Foi nessa época que Gemma conheceu a idosa Cecilia Giannini, irmã do farmacêutico Matteo Giannini, com cuja família numerosa (esposa e doze filhos, além de tutor e três criados), ela morava. Os dois se conheceram durante o mês de junho na igreja dos Visitandines. Foi sua amiga Palmira Valentini quem os apresentou a Sra. Cecilia, que conhecia a jovem como a "garota do milagre", e a convidou para sua casa para ser informada do evento. Ela ficou muito impressionada com a jovem, tão reservada e silenciosa, se apegando a ela imediatamente. O relacionamento só se intensificou mais tarde graças ao mesmo padre Gaetano, que conhecia bem a família Giannini, pois costumava hospedar os passionistas durante suas missões.
Naqueles anos, ela conheceu o padre Germano Ruoppolo, um padre de austera vocação passionista, que se tornaria o padre confessor de Gemma e seu pai espiritual. Por ordem deste último, Gemma escreveu sua autobiografia, O Livro dos Meus Pecados, entre fevereiro e maio de 1901.
É a partir deste período em que Gemma Galgani diz que lutava contra o diabo, este que deixava feridas e machucados em seu corpo. A tradição diz que algumas queimaduras nas páginas de seu livro são atribuíveis ao próprio diabo. Essa autobiografia foi de fato odiada por Satanás porque ele viu o bem que ela podia fazer às almas .

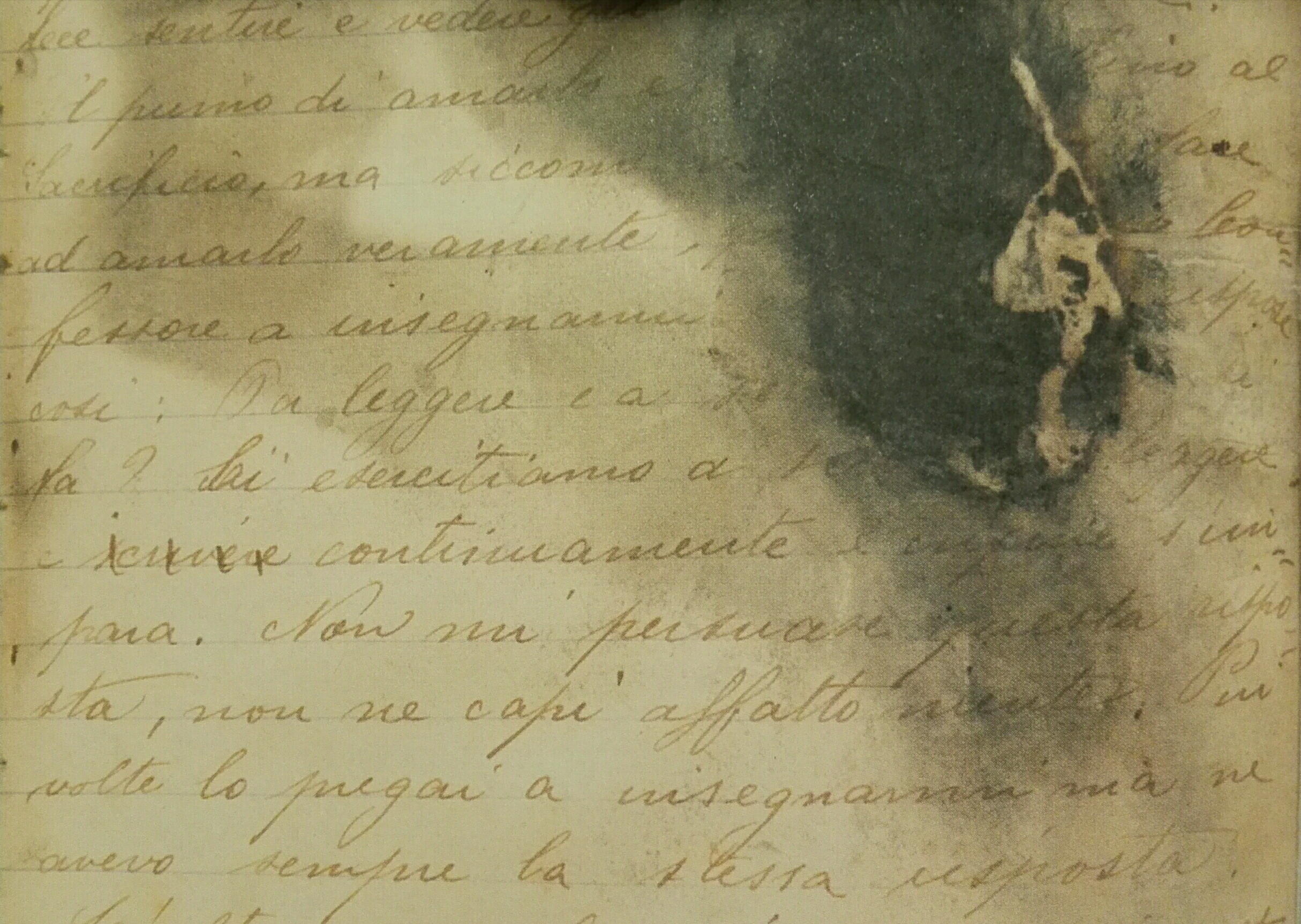
Detalhe de uma página da autobiografia de Santa Gemma Galgani, com as queimaduras do diabo.

Em 1902, Gemma afirma ter sido informada por Jesus, durante uma entrevista extática, sobre seu desejo de fundar um convento em Lucca de freiras passionistas, e ela começou a dedicar todos os seus esforços à fundação do mosteiro, que, no entanto, levou apenas alguns meses depois de sua morte.
O período de Pentecostes de 1902, viu-se a saúde de Gemma Galgani piorar. Em 21 de setembro de 1902, ele ficou gravemente doente com tuberculose. Na agonia, Gemma disse que enfrentou um doloroso êxtase na sexta-feira à noite, apenas para morrer por volta das 13h30 do dia 11 de abril de 1903, sábado sagrado. Ela tinha apenas 25 anos.
Seu corpo está coberto pelo hábito passionista, a ordem em que ela gostaria de entrar. Seus restos mortais são mantidos no mosteiro das freiras passionistas de Lucca.

## Veneração

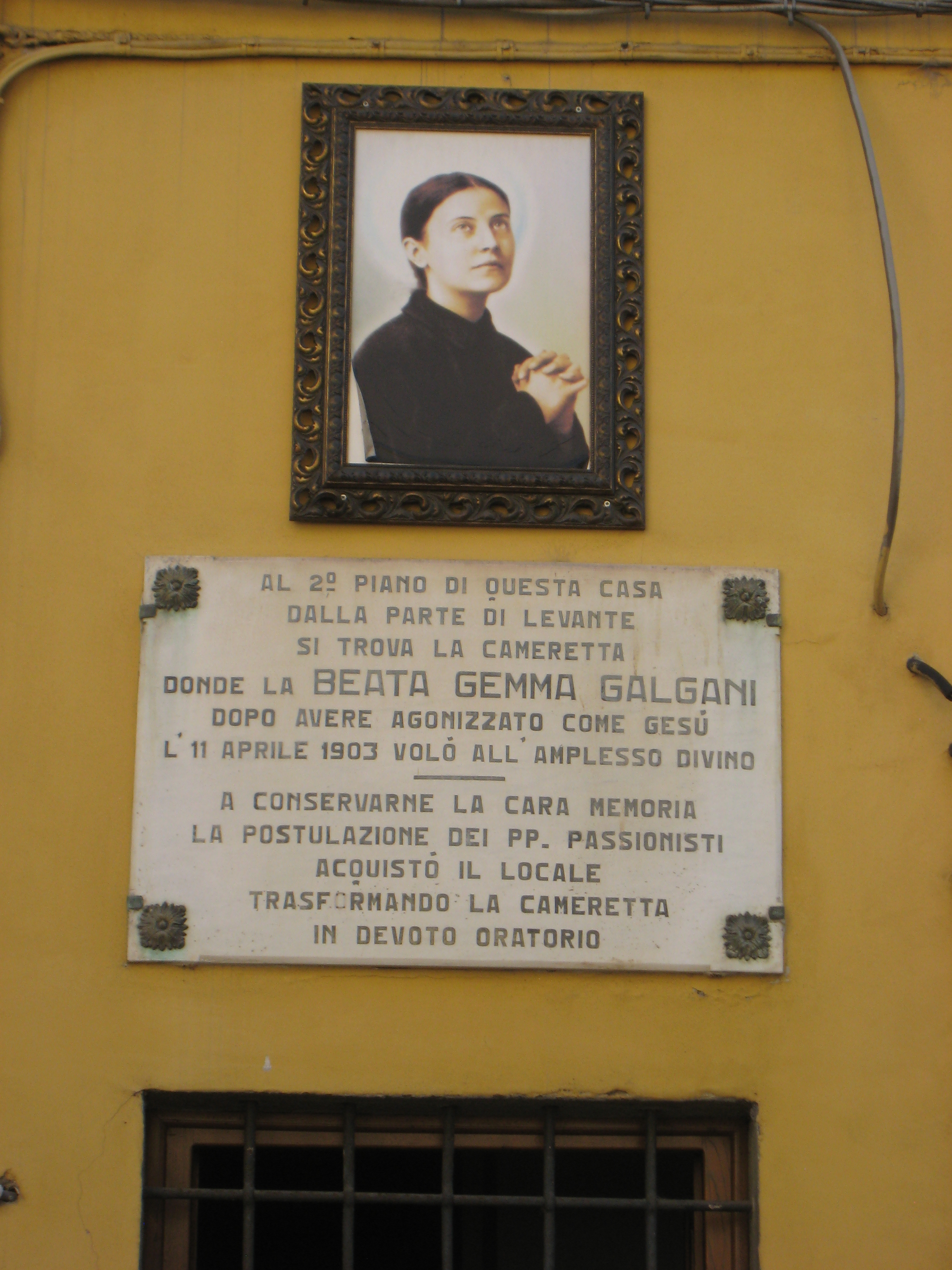
Um retrato e uma placa são colocados em Lucca na entrada da casa onde a santa viveu e morreu.

Em 2 de outubro de 1903, São Pio X assinou o decreto de fundação do Mosteiro Passionista de Lucca; as primeiras freiras chegam ao convento em 1905. Em 1907, o padre Germano escreveu a primeira biografia de Gemma Galgani. Em 1917, começa o processo canônico para o reconhecimento da santidade de Gemma Galgani; em 14 de maio de 1933, ocorre sua beatificação.
Gemma Galgani foi canonizada em 2 de maio de 1940 por Pio XII, que a chamou de "estrela" de seu pontificado. Durante sua vida, a santa costumava recitar as Três Ave-Marias em homenagem à Imaculada Conceição, colocando as mãos sob os joelhos.
O culto de Santa Gemma deu origem à Congregação Missionária das Irmãs de Santa Gemma, inserida na ordem Passionista.

### Os estigmas
Gemma Galgani escreve em seu diário que havia vivido as primeiras experiências místicas em 1899, depois de ter feito o voto de castidade.
As marcas dos estigmas apareceram nas mãos, pés e laterais em 8 de junho do mesmo ano: Gemma disse que entrava em êxtase doloroso toda quinta-feira, começando a sangrar profusamente até sábado de manhã, quando as feridas se fecharam novamente, deixando apenas pequenos sinais.

Desse "fenômeno arcano", como foi definido por Pio XII na bula da canonização, seu confessor, Mons. Giovanni Volpi, que, após consultar o Dr. Pietro Pfanner, acreditava que os "fenômenos extraordinários" ligados à figura de Gemma Galgani se deviam à histeria. Mas Monsenhor Volpi reconheceu mais tarde que havia cometido um erro.